# Биртукан Мидексу
Биртукан Мидексу (род. 1975) — оппозиционный эфиопский политик.

## Детство и образование
Биртукан Мидексу родилась в Аддис-Абебе. Окончила среднюю школу и юридический факультет Аддис-Абебского университета со степенью бакалавра.

## Политическая карьера
Изначально она работала федеральным судьёй, но ушла с работы. Она вступила в оппозиционную партию «Союз за демократию и справедливость». В 2005 году, как глава партии, она повела её на парламентские выборы. Партия набрала треть голосов, но Мидексу заявила: «Если бы не фальсификация, то мы бы победили». После этого она была приговорена к пожизненному заключению по обвинению в подготовке свержения правительства. Многие призывали её освободить, и 8 октября 2010 года её выпустили на свободу. Организация «Международная амнистия» признала Биртукан Мидексу узницей совести.